# Misekake no I Love you
Singles de Aya Kamiki
Nemutteita Kimochi Nemutteita Kokoro
(2006) Ashita no Tame ni
(2007)
Misekake no I Love you est le 6e single d'Aya Kamiki et le 5e sorti sous le label GIZA studio le 23 mai 2007 au Japon. Il arrive 24e à l'Oricon. Il se vend à 6 369 exemplaires la première semaine et reste classé 4 semaines pour un total de 9 505 exemplaires vendus.
Misekake no I Love you a été utilisé comme thème d'ouverture pour l'émission Music Fighter et comme thème de fermeture pour l'émission Music Generation; Youthful diary a été utilisé comme thème d'ouverture pour l'émission PVTV. Misekake no I Love you et Youthful diary se trouvent sur l'album Ashita no Tame ni ~Forever More~ et sur la compilation Aya Kamiki Greatest Best.

## Liste des titres
Toutes les paroles sont écrites par Aya Kamiki.
| 1. | Misekake no I Love you (ミセカケの I Love you)                | Aika Ohno | 4:49 |
| 2. | Youthful diary                                                | tark      | 3:56 |
| 3. | Misekake no I Love you (Instrumental) (ミセカケの I Love you) | Aika Ohno | 4:47 |

## Interprétations à la télévision
- Music Edge (30 avril 2007)
- Music Fighter (18 mai 2007)
- MelodiX! (19 mai 2007)
- MusiG (21 mai 2007)
- Music Japan (25 mai 2007)
- CDTV (2 juin 2007)
- Music Fair21 (2 juin 2007)